# Vranyczany-Dobrinović
Vranyczany-Dobrinović je stara hrvatska plemićka obitelj podrijetlom iz Bosne, odakle je u 15. stoljeću prebjegla pred Turcima u Dalmaciju.

## Podrijetlo i dolazak u Dalmaciju
Plemička obitelj Dobrinović spominje se u izvorima još početkom 13. stoljeća na području Bosne, odakle su u 15. stoljeću prebjegli pred Turcima u Dalmaciju i naselili se u Vranjicu pokraj Splita. Manojlo Dobrinović dobio je od splitskoga gradskog vijeća 1454. godine naslov patricija i promijenio prezime u Vranjican po mjestu Vranjic.
U 16. stoljeću, nakon pada Klisa pod osmansku vlast, članovi obitelji Vranjican sele se radi sigurnosti na otoke Hvar i Brač. Na Hvaru se nastanjuju u Starom Gradu gdje i danas postoji prezime Vranjican.
Mirom u Campoformiju 1797. godine Dalmacija prelazi pod vlast Habsburgovaca, čiju vlast priznaje i obitelj Vranjican. Međutim, kada na osnovi Požunskog mira iz 1805. godine, Hvar s ostalom Dalmacijom dolazi pod Francusku, obitelj Vranjican se stavlja na čelo otpora protiv okupacije i zajedno s ostalim otočanima protjeruje Francuze. Bečkim mirom 1809. godine, Francuzi su se vratili, zbog čega su braća Ambroz stariji i Ivan te njihov rođak Šime Vranjican s brojnom obitelji, bojeći se osvete Francuza, prebjegli u Hrvatsku.

## Vranyczany u Hrvatskoj u 19. stoljeću
Ambroz stariji naselio se u Severinu na Kupi, Ivan stariji u Senju, a Šime u Zagrebu, da bi nakon odlaska Francuza 1815. godine odselio u Rijeku. Šimini sinovi Nikola i Ambroz mlađi odlaze u Karlovac, Matija i Ivan mlađi u Senj, a Jure u Rijeku.
Rukovodeći se obiteljskim geslom Fratrum concordia, Šimini sinovi su se obogatili trgovinom i osnovali obiteljsku tvrtku koja se bavila izvozom žita i drvne građe. Osim ekonomskog napretka, obitelj je doživjela i društveni uspon. Tako je 1822. godine Ambrozu st. i Ivanu st. potvrđeno staro plemstvo, a njihovi potomci dobili su 1827. godine ugarsko-hrvatsko plemstvo. Šime i njegov sin Jure postaju riječki patriciji, a 1837. godine je i njima podijeljeno ugarsko-hrvatsko plemstvo, a prezime Vranjican su mađarizirali u Vranyczany.
Godine 1846. Ambroz ml. dobio je u Beču za sebe i braću viteški stalež s prezimenom Dobrinović, čime je vraćeno staro obiteljsko ime, a 1862. godine petoro braće Vranyczany-Dobrinović dobivaju barunat.
Među Dobrinovićima najistaknutiju ulogu u društvenom životu tada preporodne Hrvatske imao je Ambroz mlađi (1801. – 1870.) koji je osnovao poduzeće za riječnu plovidbu Kupom i Savom koje je 1844. godine otkupilo austrijski riječni parobrod imenom Florisdorf i preimenovalo ga u Sloga. Bio je pristaša ilirske stranke, velik domoljub i mecena hrvatske kulture. Ban Jelačić imenovao ga je prvim hrvatskim ministrom financija i on je dao kovati prvi hrvatski novac. Bio je predsjednik Matice hrvatske u doba Bachova apsolutizma. Financijski je pomogao osnivanje Jugoslavenske akademije znanosti i umjetnosti i kazališta te drugih kulturnih i nacionalnih institucija.

## Obitelj Vranyczany u 20. stoljeću
Obitelj Vranyczany-Dobrinović je do početka 20. stoljeća izgradila i kupila niz imanja i dvoraca u sjevernoj Hrvatskoj (kurije Šenjugovo i Puhakovec, Mirkovec, dvorci u Gornjoj Bedekovčini, Oroslavje gornje i Laduč). Najpoznatiji odvjetak obitelji u 20. stoljeću bio je barun Janko Vranyczany-Dobrinović (1920. – 2015.) koji je bio od 1990. godine ministar za turizam u Vladi Republike Hrvatske, a od 1992. hrvatski veleposlanik u Bruxellesu.
Wilhelmina Vranyczany von Dobrinović udala se za satnika Gaudencija grofa Salis-Seewisa. Njihovi sinovi su: Ivan Salis Seewis, general austrougarske vojske i Franjo Salis-Seewis, pomoćni biskup zagrebački.

## Vanjske poveznice
- dvorci.hr - Vranyczany-Dobrinović[neaktivna poveznica]